# NGC 3550
NGC 3550 ist ein verschmelzendes Galaxienpaar im Sternbild Großer Bär am Nordsternhimmel. Es ist schätzungsweise 463 Millionen Lichtjahre von der Milchstraße entfernt.
Das Objekt wurde am 11. April 1785 von Wilhelm Herschel entdeckt.